# 30-talet
30-talet var det fjärde årtiondet e.Kr. Det började 1 januari 30 e.Kr. och slutade 31 december 39 e.Kr.

## Händelser
- Den ursprungliga stilla veckan, det vill säga Jesu dom, korsfästelse, uppståndelse och himmelsfärd tros ha inträffat på 30-talet. År 30 och 33 är två ofta föreslagna årtal. Då var Jesus mellan 33 och 39 år gammal om man förutsätter att han föddes mellan 4 och 7 f.Kr.

## Födda
- 8 november 30 – Nerva, kejsare av Rom.
- 28 april 32 – Otho, kejsare av Rom.
- 15 december 37 – Nero, kejsare av Rom.
- 30 december 39 – Titus, kejsare av Rom.

## Avlidna
- Jesus, judisk profet, grundare av kristendomen.